# ГЕС Мензелет
ГЕС Мензелет (тур. Menzelet Barajı) – гідроелектростанція на південному сході Туреччини. Знаходячись між ГЕС Hacınınoğlu (вище по течії) та ГЕС Кілавузлу, входить до складу каскаду на річці Джейхан, яка біля однойменного міста впадає до Середземного моря.
В межах проекту річку перекрили кам’яно-накидною греблею висотою 151 метр,  довжиною 425 метрів та товщиною по гребеню 12 метрів, яка потребувала 8,7 млн м3 матеріалу. Вона утримує велике водосховище з площею поверхні 42 км2 та об’ємом 1975 млн м3 (корисний об’єм 1441 млн м3), в якому припустиме коливання рівня у операційному режимі між позначками 560 та 609 метрів НРМ (у випадку повені останній показник може зростати до 612 метрів НРМ).
Пригреблевий машинний зал обладнали чотирма турбінами типу Френсіс потужністю по 31 МВт, які при напорі від 75 до 126 метрів (номінальний напір 104 метри) повинні забезпечувати виробництво 515 кВт-год електроенергії на рік.
Видача продукції відбувається по ЛЕП, розрахованій на роботу під напругою 154 кВ.
Окрім виробітки електроенергії комплекс забезпечує зрошення 177 тисяч гектарів земель.